# Козли (Мазовецьке воєводство)
Козли (пол. Kozły) — село в Польщі, у гміні Тлущ Воломінського повіту Мазовецького воєводства.
Населення — 359 осіб (2011).
У 1975-1998 роках село належало до Остроленцького воєводства.

## Демографія
Демографічна структура станом на 31 березня 2011 року:
|          | Загалом | Допрацездатний вік | Працездатний вік | Постпрацездатний вік |
| -------- | ------- | ------------------ | ---------------- | -------------------- |
| Чоловіки | 183     | 43                 | 117              | 23                   |
| Жінки    | 176     | 52                 | 88               | 36                   |
| Разом    | 359     | 95                 | 205              | 59                   |